# Ameet Chana

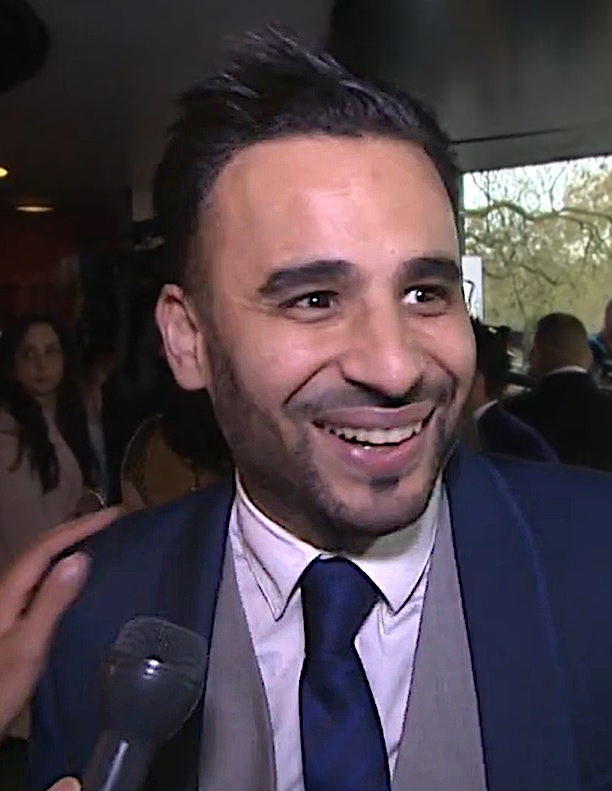
Ameet Chana, 2015

Ameet Chana (* 12. September 1975 in Epsom, Surrey, England) ist ein britischer Schauspieler mit indischem Migrationshintergrund. 
Seine Eltern entdeckten sein Talent und mit 13 Jahren wurde er an der London Academy of Acting angemeldet. Seine erste richtige Rolle bekam er in dem Film Wild West (1992). Doch bekannt wurde er erst durch den Film Kick It Like Beckham.